# Calesio
En la mitología griega, Calesio (Griego antiguo: Καλήσιος) es el compañero y conductor de cuadriga de Axilo en la Guerra de Troya, quien vino desde la ciudad de Arisvi en Tracia y luchó del lado de los troyanos. Calesio fue asesinado por Diómedes . El incidente lo describe Homero en Rapsodia Z de la Ilíada, en los versos 18 y 19: «y Diomedes le quitó la vida á él y á su escudero Calesio, que era conductor de cuádriga; ambos penetraron en el seno de la tierra» . «καί θεράποντα Καλήσιον, ος ρα τόθ' ίππων έσκεν υφηνίοχος· τω δ' άμφω γαίαν εδύτην».